# Eduardo Magnín
Eduardo José Magnín (San Jerónimo Norte, Provincia de Santa Fe, Argentina; 17 de febrero de 1969) es un exfutbolista y actual director técnico argentino. Jugaba como marcador central y su primer equipo fue Unión de Santa Fe. Su último club antes de retirarse fue Patronato de Paraná.
En su carrera como entrenador dirigió a Santa Fe FC en la Liga Santafesina y el Torneo del Interior, a 9 de Julio de Rafaela en el Torneo Argentino A, a Sanjustino en el Torneo Argentino B (luego reemplazado por el Torneo Federal B) y la Copa Argentina y a Sarmiento de Humboldt en la Liga Esperancina
Entre 2016 y 2019 fue entrenador de la Reserva de Unión de Santa Fe y dirigió interinamente al primer equipo en dos oportunidades: primero tras la renuncia de Juan Pablo Pumpido (un partido) y luego tras el despido de Pablo Marini (dos partidos).

## Clubes

### Como jugador
| Club                  | País       | Año       |
| --------------------- | ---------- | --------- |
| Unión de Santa Fe     | Argentina  | 1990-1994 |
| San Martín de Tucumán | Argentina  | 1994-1995 |
| Unión de Santa Fe     | Argentina  | 1995-1997 |
| Huracán               | Argentina  | 1997-1998 |
| Badajoz               | España     | 1998-1999 |
| Lausanne Sports       | Suiza      | 1999-2000 |
| Unión de Santa Fe     | Argentina  | 2000-2001 |
| Nueva Chicago         | Argentina  | 2001-2002 |
| Deportivo Saprissa    | Costa Rica | 2002      |
| Olimpia               | Paraguay   | 2003      |
| Patronato de Paraná   | Argentina  | 2004      |

### Como entrenador
| Club                         | País      | Año       |
| ---------------------------- | --------- | --------- |
| Santa Fe FC                  | Argentina | 2009      |
| 9 de Julio de Rafaela        | Argentina | 2009      |
| Sanjustino                   | Argentina | 2012-2015 |
| Sarmiento de Humboldt        | Argentina | 2016      |
| Unión de Santa Fe (Reserva)  | Argentina | 2016-2019 |
| Unión de Santa Fe (interino) | Argentina | 2017      |
| Central de San Javier        | Argentina | 2021      |
| Sanjustino                   | Argentina | 2022      |
| La Salle Jobson              | Argentina | 2023      |

## Palmarés

### Como jugador
| Título                     | Club              | País      | Año  |
| -------------------------- | ----------------- | --------- | ---- |
| Ascenso a Primera División | Unión de Santa Fe | Argentina | 1996 |